# 御西山政夫
御西山 政夫（おにしやま まさお、1892年3月25日 - 1978年8月30日）は、茨城県水戸市出身で出羽海部屋に所属した大相撲力士。本名は田中 正夫。第19代横綱・常陸山谷右エ門の従弟（甥とも伝わる）。170cm、92kg。最高位は東前頭6枚目。

## 経歴
1910年6月初土俵、1917年5月十両昇進。1918年5月新入幕したが、この場所途中休場してからは成績不振に陥り、一度は幕下まで転落した。なお、御西山の四股名は常陸山谷右エ門が若い時分に名乗っていたものである。
1923年1月に廃業し剣道家に転向した。

## 成績
- 幕内5場所12勝24敗12休2分預

## 改名
改名歴なし